# Bitka na Grahovcu
Bitka na Grahovcu se odigrala od 28. aprila do 1. maja 1858. godine, kada je vojvoda Mirko Petrović Njegoš, stariji brat knjaza Danila, predvodeći vojsku od 7.500 vojnika dobio ključnu bitku protiv osmanske vojske kod Grahovca. Značajan arsenal vojne opreme ostao je u rukama Crnogoraca, koji su bili iskorišteni u ratovima za nezavisnost 1862. i 1875—1878.
Bitka na Grahovcu je jedna od najznačajnijih crnogorskih pobjeda u 19. vijeku, koja je imala velikog uticaja i na dalja politička dešavanja. Ovom pobjedom Crna Gora je dobila veliko teritorijalno proširenje, a Evropa je sve ozbiljnije gledala na Crnu Goru i njenu borbu za nezavisnost. Crnoj Gori su se pripojile sledeće oblasti: Grahovo, Rudine, Nikšićka Župa, polovina Drobnjaka, Tušina, Uskoci, Lipovo, Gornji Vasojevići, dijelovi Kuča i Dodoši.

## Pozadina
U proljeće 1858, regulisanje državno pravnih odnosa između Crne Gore i Osmanskog carstva ušlo je u završnu fazu. I pored snažnog pritiska Rusije i Francuske, turska vlada je uporno odbijala da pristane na razgraničenje prije nego što Crna Gora prizna vlast Osmanskog sultana. Crna Gora se, međutim, smatrala potpuno nezavisnom zemljom i pristajala je na razgraničenje bez rješavanja njenog međunarodnog položaja. Naročito je sporno bilo Grahovo, koga su Turci smatrali svojim, a Crnogorci tvrdili da je sastavni dio Crne Gore. Zbog izuzetne strateško-političke važnosti Grahova i uticaja koji je Crna Gora vršila preko njega na razvoj oslobodilačkog pokreta u Hercegovini, za njega su bile jako zainteresovane i Turska i Crna Gora.
Da bi dokazala svoje pravo na Grahovo i presjekla crnogorski uticaj na Hercegovački ustanak, Osmansko carstvo je odlučilo da ga zaposjedne. Njenim trupama od oko 4.000 regularnih vojnika i oko 6.000 bašibozluka, koje su krenule od Trebinja i Bileće, komandovao je divizijski general Husein-paša. Prethodnica kojom je komandovao brigadni general Kadri-paša, zauzela je 4. maja 1858. Banjane. Turska vojska je izbila na Grahovac 9. maja i tu se ulogorila, sa namjerom da produži prema crnogorskoj granici i zauzme Grahovo. Izgradila je šančeve, postavila osam topova, sprovela mjere bezbjednosti, ali Husein-paša nije osigurao pozadinu ni obezbijedio odstupnicu.
Na Grahovu je se tada nalazilo oko 400 Crnogoraca pod komandom senatora vojvode Vujovića. Pošto je sukob sa Osmanskom vojskom bio neizbježan, na Grahovo je usiljenim maršem pošlo oko 5.000 Crnogoraca po komandom predsjednika Senata vojvode Mirka Petrovića, glavnog komandanta crnogorske vojske.
Slabo naoružane crnogorske snage zaposjele su uveče uzvišenja oko Grahovca, s namjerom da spriječe dalji prodor turskih trupa: lijevim krilom (Njeguši, Cuce, Bjelice, Ćeklići, Bajice I Donjokrajci) komandovao je senator vojvoda Ivo Radonjić, desnim krilom (Čevljani, Pješivci, Komani, Zagarčani i hercegovački ustanici) senator vojvoda Vukotić, centrom (knjaževa garda, Ceklinjani I Ljubotinjani) senator Đuro Kusovac i vojvoda Vujović. Za operativnu bazu izabrani su vrhovi prema turskim rovovima.

## Bitka
Dana 28. aprila Osmanska vojska je zauzela Viluse i Grahovo i počela da se utvrđuje oko Grahovca, a njihova dalja napredovanja je djelimično sprečavao narod, koji je pružao otpor, i time dozvolio crnogorskoj vojsci da se grupiše i koncentriše na bitku.
Dana 29. aprila Osmanlije su krenule u napad, a Crnogorci su se odlučno branili, i bilo je naređeno da se ni pod koju cijenu ne povlače. Borbe su bile jako teške i krvave, i bilo je oko 1.000 mrtvih i ranjenih na crnogorskoj, a oko 3.000 na turskoj strani.
Dana 30. aprila, po dogovoru komandanata, izvlačeni su mrtvi i ranjeni, a vojvoda Mirko nije prihvatio primirje od osam dana koje je tražio Husein paša. U toku noći, garda i dio crnogorskih jedinica su zauzeli položaje između Klobuka i Grahovca, samim tim opkolivši tursku vojsku i prekinuli joj komunikacije.
Dana 1. maja, na Spasovdan, crnogorska vojska je krenula u napad. Iz Bosne je prema Grahovu krenulo pojačanje turskoj vojsci, koje je presreo sa svojom jedinicom vojvoda Đuro Kusovac, i do nogu potukao. U trenutku kada su Crnogorci uspjeli da otmu topove od Osmanlija, među njima je nastala pometnja i počeli su da se povlače i bježe, što je značilo i kraj bitke. Crnogorci su gonili razbježanu tursku vojsku sve do Klobuka.
Među Osmanskom vojskom je ukupno bilo 6.000 mrtvih i ranjenih, među njima i Kadri paša, koga je po jednoj verziji posjekao Spasoje Vučetić iz Vilusa, a po drugoj Staniša Koprivica iz Banjana. Crnogorska vojska je imala oko 2.000 mrtvih i ranjenih, a među poginulima su bili i hrabri junaci: pop Đuro Kusovac, zapovjednik knjaževe garde, serdar Đuro Đurašković, kapetan Boro Stanojević...

## Posljedice
Knjaz Danilo je Grahovačkom medaljom, odlikovao sve borce sa Grahovca, a vojvodu Mirka zlatnom medaljom i skupocjenom sabljom na čijoj jednoj strani je pisalo „Danilo “, a na drugoj: „Grahovac 1858.“, i dodijelio mu zvanje Velikog grahovskog vojvode. Na mjestu gdje se nalazio šator Husein paše, kralj Nikola je 1864. podigao Crkvu Sv. Spasa (tu je Savo Tomov Milović postavio crnogorski barjak i po smrti sahranjen pred crkvenim vratima), a vlada Crne Gore 2008. godine, nedaleko od mjesta gdje se odigrala bitka, spomenik u čast svim poginulim borcima sa Grahovca. I na spomeniku i na crkvi piše: „Spomenik je vašeg junaštva, Crna Gora i njena sloboda“.
Husein paša je treći dan poslije bitke stigao u Trebinje, osramoćen i postiđen bez vojske i komande, gdje se i zadržao, sve dok nije bio pozvan u Carigrad pred vojni sud.
Nikšićke novine "Onogošt", broj 4., 1899.g. donosi tekst: "Spasov-dan. - Kao svake godine tako i ove bi proslavljen Spasov dan na najsvečaniji način. Petrova crkva bila je dupkom puna pobožnog naroda. Poslije svete Leturđije opslužen je bio parastos za upokojenje duša srpskijeh junaka poginulijeh za vjeru i otačastvo na Grahovcu 1858. god..."